# Антоновка (Дрокиевский район)
Антоновка (рум. Antoneuca, Антонеука) — село в Дрокиевском районе Молдавии. Относится к сёлам, не образующим коммуну.

## География
Село расположено на высоте 144 метров над уровнем моря.

## Население
По данным переписи населения 2004 года, в селе Антонеука проживает 479 человек (230 мужчин, 249 женщин).
Этнический состав села:
| Национальность | Число жителей | Процентный состав |
| -------------- | ------------- | ----------------- |
| молдаване      | 470           | 98.12             |
| румыны         | 4             | 0.84              |
| украинцы       | 3             | 0.63              |
| русские        | 1             | 0.21              |
| прочие         | 1             | 0.21              |
| Всего          | 479           | 100%              |